# Rock démentiel
Le rock démentiel (italien : rock demenziale) est une expression inventée en 1978 par l'artiste italien Freak Antoni, qui faisait partie de la première vague de punk rock en Italie, désignant les chansons de groupes et d'artistes de rock, de punk et aussi de heavy metal dont les paroles sont caractérisées par un certain type de comédie exacerbée et surréaliste souvent identifiée, dans divers contextes, par l'adjectif « démentiel » ; il trouve son pendant, bien que ne se recoupant pas complètement, dans le terme anglais de comedy rock.
Le phénomène est lié, au moins à ses débuts, en 1977 et 1978, à l'explosion créative du punk et du mouvement de 1977.

## Histoire

### Origines
La tradition musicale italienne compte de nombreux exemples de précurseurs du rock démentiel (le « prérock démentiel », une veine humoristique et satirique ayant toujours été présente, à commencer par certaines chansons de musique pop du XXe siècle, comme Maramao perché sei morto?, La Casetta in Canadà, Papaveri e papere, I pompieri di Viggiù,, jusqu'à certaines chansons swing de Fred Buscaglione et Renato Carosone.
Parmi les précurseurs du rock démentiel, on trouve (comme l'a affirmé Freak Antoni.) des musiciens tels que Pippo Starnazza (avec son groupe, le Quintetto del Delirio), Rodolfo De Angelis ou Ettore Petrolini (il suffit de penser à son I salamini), qui mêlaient les sonorités du jazz, qui se répandait également en Italie dans ces années-là, avec des paroles amusantes et parfois même parodiques ; Dans les années qui suivent sortent des chansons écrites par le maestro Lelio Luttazzi (comme Il giovanotto matto et Una zebra a polka dot, cette dernière chantée par Mina) ou par Giacomo Osella (Sul mar Pacifico), Natalino Otto (Ho un sassolino nella scarpa ou Mamma, voglio anch'io la fidanzata), Alberto Sordi (Nonnetta, Il carcerato, Il gatto e Il milionario, toutes écrites entre 1948 et 1950 et Johnny Dorelli (Johnny Vitamina, Carolina Dai! ..., Golosona, Che Bestia et autres).

### Années 1960
Les premiers exemples de chansons correspondant à la définition contemproaine du rock démentiel se trouvent en Italie à la fin des années 1950 et au début des années 1960, en particulier dans le son de Clem Sacco (Oh mama voglio l'uovo alla cocque, Baciami la vena varicosa, Banana rock et d'autres), Ruggero Oppi (spécialisé dans les textes à double sens comme Ai romani piaceva la biga ou Miss Arrizza), Loris Banana (L'uovo fresco) et Riz Samaritano (Cadavere spaziale, également enregistré des années plus tard par Elio e le Storie Tese, Che calze vuoi da me et d'autres, en particulier les chansons avec des arrangements plus rythmés, comme Non rompetemi i bottoni), Gianni Pucci (Twist del barbiere), Fred Bullo (Tritolo twist) ; les véritables précurseurs sont i Brutos (it), avec des chansons comme Destinazione luna et Una bionda un po' scema per 4 scemi che vanno a remi : « Les cinq Brutos ont été parmi les premiers à mélanger avec bonheur la chanson et le genre de comédie que nous appellerions aujourd'hui démentielle. »
Enzo Jannacci et Giorgio Gaber (avec les disques qu'ils ont enregistrés ensemble sous le surnom de I Due Corsari, comme Una fetta di limone et I Gufi) ont également été « proto-démentiels » dans une certaine mesure, mais des exemples sporadiques de cette veine peuvent également être trouvés dans le répertoire d'artistes insoupçonnés, comme Rita Pavone (La bretella et Orazi e Curiazi) ou Gianni Meccia (avec Odio tutte le vecchie signore dès 1959). Parmi les groupes beat, il faut certainement mentionner I Balordi avec son morceau Vengono a portarci via, ah ah ! et Ugolino, avec son morceau Ma che bella giornata : mais du point de vue du son, Balbettando, une chanson de I 5 Monelli, sortie en 1967, est sans doute la chanson la plus proche du rock démentiel des Skiantos, avec un rythme de batterie rapide et un solo de guitare qui s'éternise.

### Années 1970
Dans les années 1970, Squallor (bien que nombre de leurs chansons n'appartiennent pas au genre rock) et, plus tard, les Skiantos connaissent un grand succès. C'est Freak Antoni des Skiantos qui devient le premier à utiliser l'expression « rock démentiel », en publiant en 1978 le manifeste du rock démentiel (joint à la première édition du deuxième album du groupe, MONO tono). Avec les Skiantos, le terme « démentiel » prend un sens politique de rejet et d'ironie moqueuse à l'égard de la rhétorique des institutions et des bien-pensants. Le freak Antoni déclarait : « le démentiel peut ressembler au surréel mais aussi au banal et au non-intellectuel [...] le dément ne comprend pas la différence entre le dément et le démentiel. » Il donnera plus tard la définition suivante du terme dans son livre Badilate di cultura : « tout ce qui est absurde et bizarre à la fois, pas héroïque, pas rhétorique, pas à la mode, pas institutionnel [...] un cocktail de pseudo-futurisme, dada, goliardia, improvisation, [...] provocation avec ironie d'avant-garde, poésie surréaliste et surtout crétinerie. »
À cette époque, Bologne devient la capitale du genre grâce au label Harpo's Bazaar, qui prendra plus tard le nom d'Italian Records, avec de nombreux groupes qui naissent puis développent leur créativité dans des directions parfois très différentes : à noter Windopen de Roberto Terzani, Teobaldi Rock de Luca Carboni, Luti Chroma de Tullio Ferro et Mauro Patelli, Supercircus d'Andrea Mingardi. Le mouvement démentiel s'étend à toute l'Italie : à Rome, un musicien qui rappelle (par son apparence physique comme par sa musique) Frank Zappa est déjà actif depuis un certain temps : Il s'agit de Sandro Oliva, qui a également fait une petite apparition dans Ecce bombo de Nanni Moretti avant d'être recruté par d'anciennes collaboratrices de son maestro, The Grandmothers (de) ; à Turin, en revanche, Righeira est découvert par Giulio Tedeschi, qui enregistre Bianca surf pour Italian Records, tandis qu'à Milan se forme un groupe exclusivement féminin, Kandeggina Gang. En 1980, l'album Macchina maccheronica des Stormy Six sort, une tentative de récupération de la tradition folk dans un style ironique à la Zappa.
Au milieu des années 1970, le groupe Frizzi Comini Tonazzi est formé à Udine et est toujours actif : bien que leur production ne se limite pas à des pièces comiques et irrévérencieuses, c'est à celles-ci, aux plus grossières et scabreuses chantées également en frioulan, qu'ils doivent leur notoriété, et ils sont donc considérés parmi les « pères » du démentiel.

### Depuis les années 1980–1990
Grâce aux Skiantos,, qui se sont succédé en alternance, le phénomène s'étend, tout au long des années 1980, au-delà de Bologne, où se forment Lino e i Mistoterital, à Milan, où sont nés Elio e le Storie Tese (à qui le genre musical est attribué), ainsi qu'au reste de l'Italie. À Naples, l'auteur-compositeur-interprète Tony Tammaro voit le jour. Les années 1990 voient l'émergence de Prophilax, un groupe romain caractérisé par des thèmes pornographiques et goliardesques, ainsi que par la démence ; c'est pourquoi ils sont définis comme les pionniers du « porno rock ». À Turin, après Righeira, de nombreux groupes démentiels et musiciens solos naissent, comme Marco Carena (actif depuis le début de la décennie avec le groupe Le vecchie pellacce), les Camaleunti, les Powerillusi, les Trombe di Falloppio, Persiana Jones et les Tapparelle Maledette, tous formés entre 1986 et 1989 ; ce phénomène conduit, en 1990, à la naissance du festival Sanscemo. Les années 1980 et 1990 voient l'émergence de Leone Di Lernia, considéré comme le maître de la parodie (il interprète généralement des tubes internationaux de dance avec des paroles démentielles en italien et en trance), de Federico Salvatore (qui chante principalement en napolitain) et de Francesco Salvi.
En 2016, le rock démentiel n'est toujours « pas passé de mode ».